# 伊射波神社
伊射波神社
伊射波神社（日语：／ Izawajinja）是位於三重縣鳥羽市安樂島町（安楽島町）加布良古崎的神社，社格為式內社（大社）論社、志摩國一宮、舊社格為無格社。神社又稱為「志摩大明神」、「加布良古大明神」或。

## 祭神
按《諸國一宮》記載，有以下四名祭神。
- 稚日女尊（わかひめのみこと）

按《全國一宮官方指南》記載，稚日女尊是仕奉於天照大神的神祇。
- 伊佐波登美命（いざわとみのみこと）

按書成於平安時代末期至鎌倉時代中期的《倭姬命世記》記載，垂仁天皇之女倭姬命為了尋找供奉予皇大神宮的早晚御贄而自造訪志摩國，並且獲得伊佐波登美命迎接。按《全國一宮官方指南》記載，位於安樂島的二地的鳥羽贄遺跡中殘存伊佐波登美命的本宮遺址，後來在平安時代後期才遷至現址。
- 玉柱屋姬命（たまはしらやひめのみこと）

按伊雜宮的《御鎮座本緣》等記載，玉柱屋姬命是天叢雲命後裔天日別命之子。按《全國一宮官方指南》記載，玉柱屋姬命是伊佐波登美命之妻。
- 狹依姬命（さよりひめのみこと）

按《全國一宮官方指南》記載，狹依姬命是宗像三女神之一市杵島姬命的別名，曾經供奉於附近一處叫作長藻地的島嶼，後來島嶼被水淹沒，才移師至現址。
信眾每二十年一次填補神社玉垣內的白石，古時漁民會將白石視為船靈安置於船內，以祈求網網千斤。當漁回航後，漁民必定會將兩至三倍的白石歸還給神社。

## 歷史
神社確實創建日期不明，但是至少有1500年以上的歷史。按《諸國一宮》記載，神社起源於稚日女尊從海道前往加布良古崎祭祀，從古代開始便作為志摩國的海上守護神受人信奉。
延長5年（927年），神社在《延喜式神名帳》中記載為。按《諸國一宮》記載，由三重縣志摩市磯部町至鳥羽市安樂島町的區域以前稱為粟嶋，而神社和伊雜宮便是該區域的兩座伊射波神社。然而在《中世諸國一宮制的基礎的研究》中，兩座伊射波神社是合祀於伊雜宮內，因此神社並非式內社記載的伊射波神社。
建久3年（1192年）的《皇大神宮年中行事》，將神社記載為，而在《外宮舊神樂歌》中記載為，因此《日本諸神》中推斷神社在古代便與阿久志神社和赤崎神社一樣為人所知。
神社與伊雜宮並稱志摩國一宮。《日本諸神》認為志摩國存在兩處一宮的理由是，作為伊勢神宮的別宮而且是官社伊雜宮，其祭祀的神祇與伊射波神社有重覆，推測因此有必要讓伊射波神社也成為一宮，亦有可能是鳥羽藩為了牽制主張復興神領的伊雜宮神職而讓伊射波成為一宮『日本の神々』。
另外，《中世諸國一宮制的基礎的研究》認為相比起伊射波神社，伊雜宮更適合志摩國一宮的地位，其中認為在《和名類聚抄》等辭典中，伊射波是伊雜的萬葉假名，而按《大神宮本記歸正鈔》的「廿七年伊雜宮建立」記載，神宮和國司對伊雜宮的稱呼並不一致，而且神社在以前稱為荒前神社，在古代或中世的史料均沒有記載伊射波神社，並且在明治7年（1874年）薗田守宣編寫的《伊射波神社考》中寫有「），顯示神社是在文化4年（1807年）才稱作伊射波神社，加上一般是以最接近國府的式內大社為一宮，而相比起伊射波神社，伊雜宮的位置更為接近志摩國府志摩郡阿兒町。
按《志陽略誌》記載，神社可能毀於戰國時代、安政元年（1854年）11月發生的安政東海地震、安政南海地震或火災。
神社在明治的近代社格制度中屬於無格社。昭和31年（1956年），神社重建籠堂，及後在昭和51年（1976年）重建本殿和拜殿。平成13年（2001年），神社重建神明造的本殿和拜殿，並且移師至現址。

## 神社境內

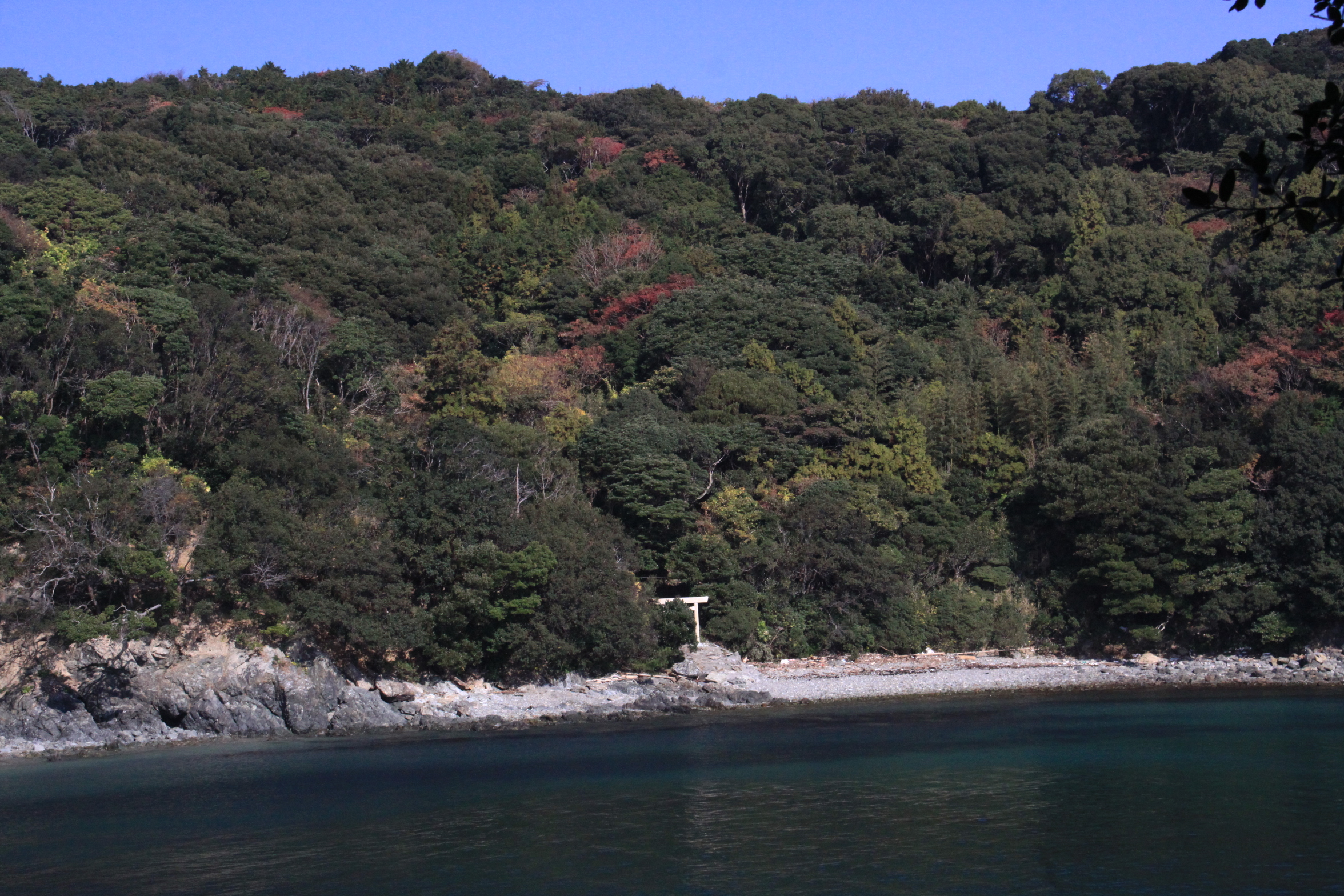
加布良古崎 照片中央附近的海岸處可以看見一之鳥居，社殿則建於海岬頂上。
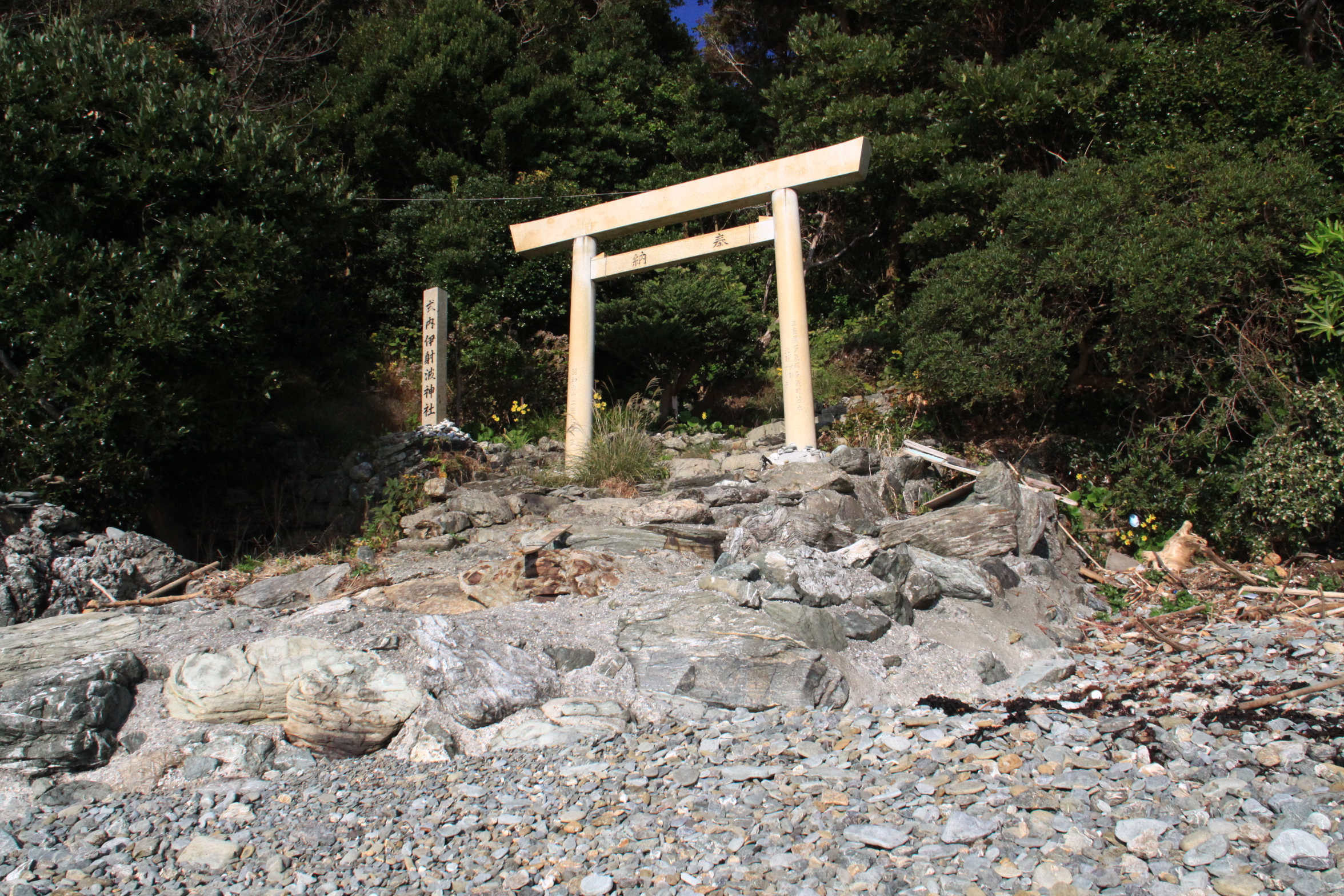
一之鳥居 在海岸邊豎立的一之鳥居，左邊石柱刻有。
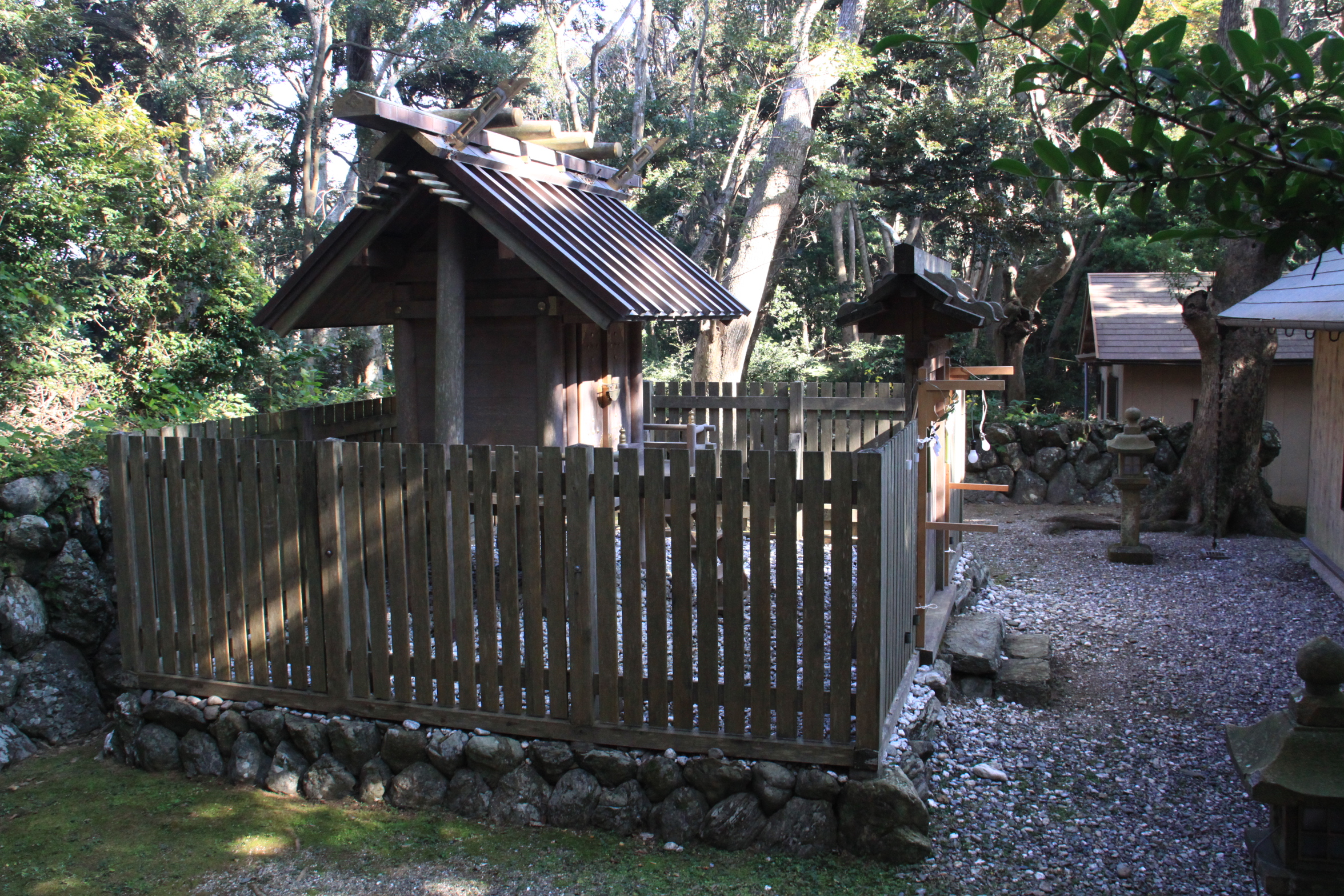
本殿 平成13年（2001年），與拜殿一同建成，右方盡頭是參集所。
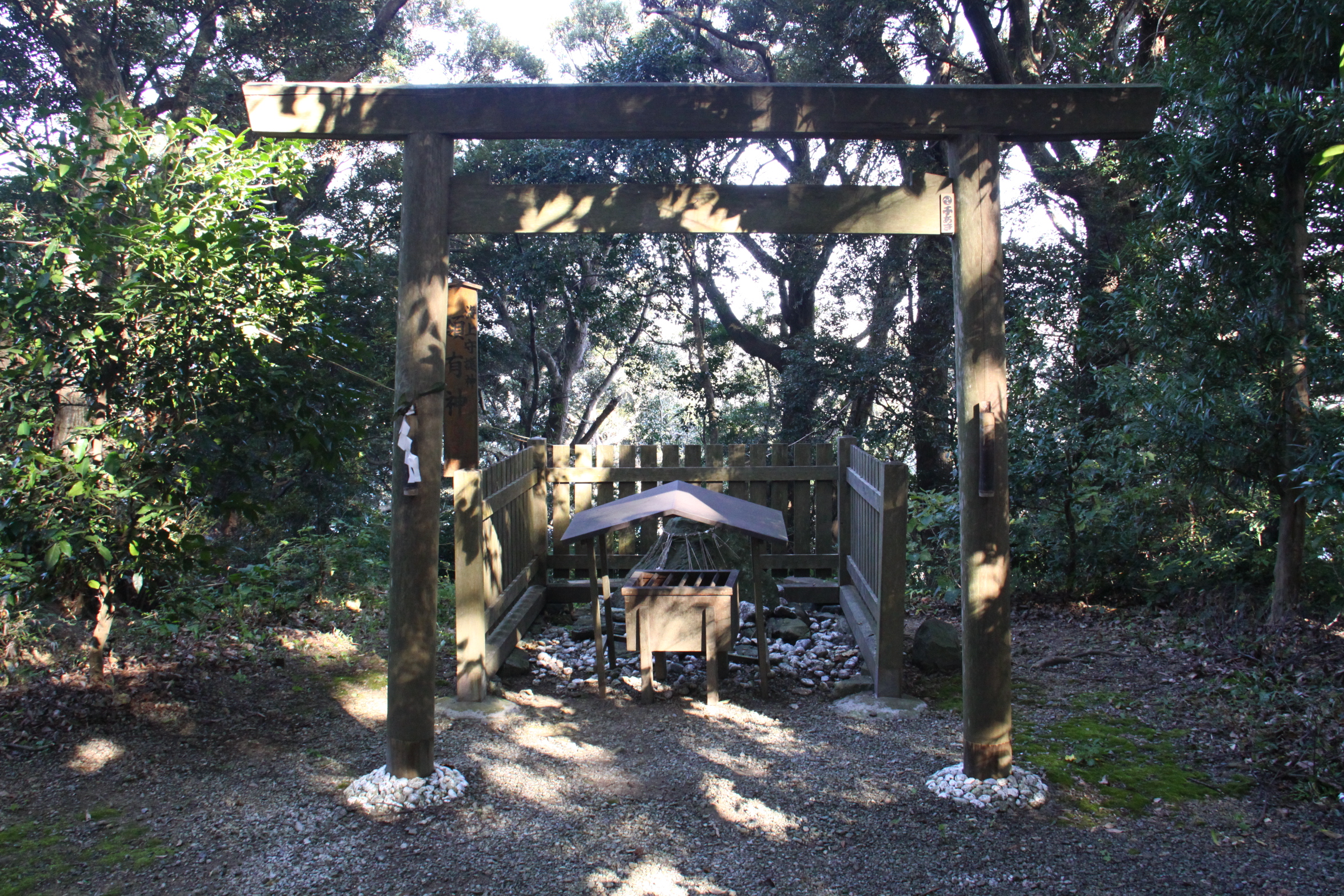
領有神 距離社殿約250米，往海岬方向的地方建有領有神的神體石。

## 主要祭事
- 明神祭（最接近7月7日的星期日）
- 大漁祈願祭（11月23日）

在大漁祈願祭中，會舉行御捕魚神事（御魚取り神事）。神事中，穿上素襖和戴上烏帽子的五名老人張開流刺網，呼叫同時將鮮魚扔入網內。神事結束後，把魚燒掉吃掉。

## 交通
所在地
- 三重縣鳥羽市安樂島町字加布良古1020
- 鳥羽站（JR東海參宮線或近鐵鳥羽線），乘搭海鷗巴士（日语：鳥羽市コミュニティ交通システム）で（鳥羽市社區交通巴士，安樂島方向）在「安樂島」巴士站下車步行約後40分鐘。

## 外部連結
- 伊射波神社 （页面存档备份，存于）（鳥羽市観光情報サイト - 知る）
- 粟島坐伊射波神社二座 （页面存档备份，存于）（國學院大學21世紀COEプログラム「神道・神社史料集成」）